# Parti africain social-démocrate/Indépendance, intégration et citoyenneté africaine
Le Parti africain social-démocrate/Indépendance, intégration et citoyenneté africaine (PASD/ICA) est un parti politique sénégalais.

## Histoire
Le parti est officiellement créé le 22 août 2001.

## Orientation
Ses objectifs déclarés sont « la conquête du pouvoir politique par les voies démocratiques ainsi que le développement du Sénégal aux plans économique, social et culturel ; l'amélioration des conditions de vie des jeunes en cultivant chez eux des valeurs comme l'unité nationale et le sens républicain ainsi qu'en leur assurant une éducation politique et une formation civique appropriées ; l'unité africaine par étapes ».

## Organisation
Son siège se trouve à Rufisque.
Le Secrétaire général est Dougoutigui Soumbounou.